# Liste von hessischen Revolutionären 1848/49

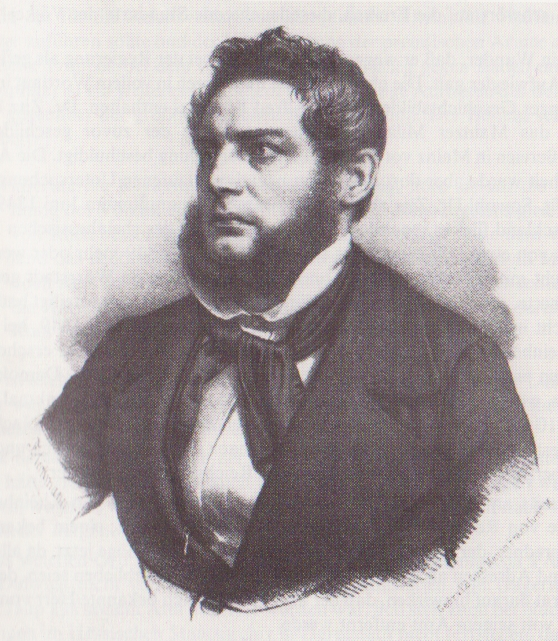
Franz Zitz

Die Liste von hessischen Revolutionären 1848/49 enthält eine Auswahl von Aktiven von der Zeit des Vormärz bis zu den Aufständen des Jahres 1849. Sie umfasst neben Hessen aus dem Großherzogtum auch Kurhessen und Parlamentarier für Hessen-Homburg und Frankfurt. Bei der Reichsverfassungskampagne in Rheinhessen und beim Pfälzischen und Badischen Aufstand waren es Teilnehmer aus Rheinhessen und dem Herzogtum Nassau, die dort revolutionär oder politisch tätig waren.
Die Liste ist Gegenstand von Ergänzungen.

## Personen im Vormärz

Heinrich von Gagern, 1848

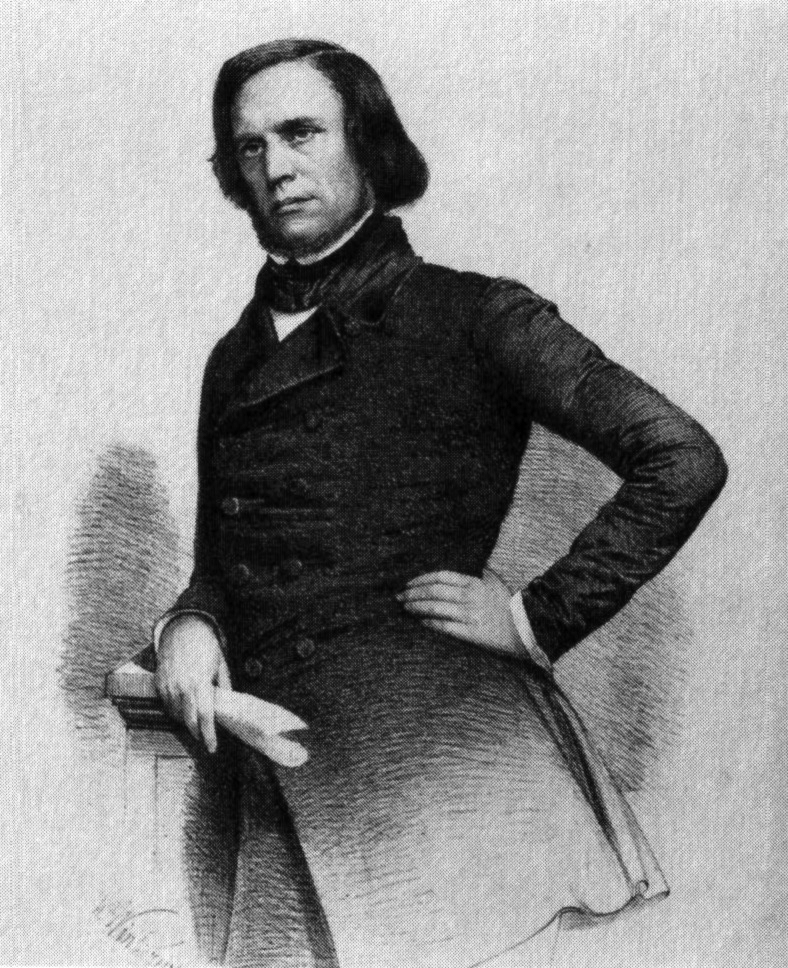
August Hergenhahn, 1848

Am 10. Oktober 1847 nahmen an der Heppenheimer Tagung teil:
- Heinrich von Gagern, Hessen-Darmstadt
- Philipp Wilhelm Wernher, Rheinhessen
- August Hergenhahn, Herzogtum Nassau.

Am 5. März 1848 nahmen an der Heidelberger Versammlung der 51 teil und wurden in den Siebenerausschuss gewählt:
- Georg Christoph Binding, Freie Stadt Frankfurt
- Heinrich von Gagern, Hessen-Darmstadt.

Als Mitglieder des Siebzehnerausschusses arbeiteten einen Verfassungsentwurf aus:
- Maximilian von Gagern, Präsident und u. a. Herzogtum Nassau
- Friedrich Theodor Langen, Großherzogtum Hessen
- Karl Wilhelm Wippermann, Kurfürstentum Hessen
- Sylvester Jordan, Kurfürstentum Hessen
- Theodor Bergk, Kurfürstentum Hessen
- Heinrich Karl Jaup, 16. Stimme
- Georg Gottfried Gervinus, 17. Stimme.

## Mitglieder des Vorparlaments (Auswahl)
- Christoph Karl Behlen
- Georg Christoph Binding
- Johann Michael Franz Birnbaum
- Heinrich von Gagern
- Maximilian von Gagern, 1848 Reichskommissar der Zentralgewalt in Schleswig-Holstein
- Friedrich Siegmund Jucho
- Gerhard Ramspeck
- Eduard Souchay, 1849 Reichskommissar für die deutsche Zentralgewalt
- Philipp Wilhelm Wernher
- Franz Zitz; – sowie die Mitglieder des

Fünfzigerausschuss
- Josef Brunck
- August Hergenhahn
- Eduard Lehne
- Theodor Reh
- Jacob Venedey
- Carl Vogt.

## Mitglieder der Frankfurter Nationalversammlung

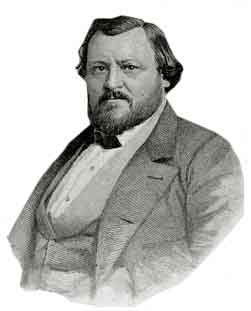
Carl Vogt

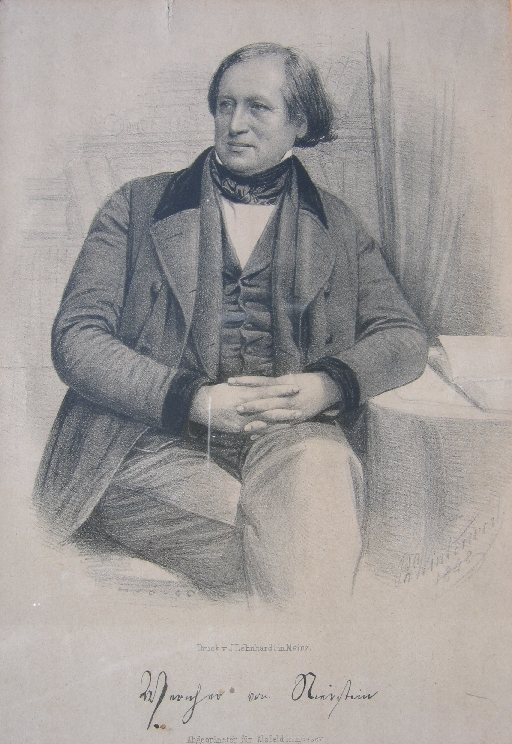
Philipp Wilhelm Wernher

Hessen-Darmstädtische Mitglieder der Frankfurter Nationalversammlung (MdFN) 1848/49 und des Stuttgarter Rumpfparlaments waren (MV = Centralmärzverein):
- Wilhelm Schulz-Bodmer, 1. Wahlkreis in Darmstadt, Westendhall, MV
- Heinrich Karl Jaup, 2. Wahlkreis in Umstadt, Casino
- August Emmerling, 2. Wahlkreis in Umstadt, Augsburger Hof
- Heinrich von Gagern, 3. Wahlkreis in Zwingenberg, Casino
- Ludwig Bogen, 4. Wahlkreis in Erbach, Deutscher Hof
- Theodor Reh, 5. Wahlkreis in Offenbach, Deutscher Hof / Württemberger Hof / Westendhall / Nürnberger Hof
- Carl Vogt, 6. Wahlkreis in Gießen, Deutscher Hof, MV
- Philipp Wilhelm Wernher, 7. Wahlkreis in Alsfeld, Württemberger Hof / Augsburger Hof
- Gustav Hofmann, 8. Wahlkreis in Friedberg, Westendhall, MV
- Christian Heldmann, 9. Wahlkreis in Nidda, Deutscher Hof

Rheinhessische Wahlkreise
- Franz Zitz, 10. Wahlkreis in Mainz, Deutscher Hof / Donnersberg
- Martin Mohr, 11. Wahlkreis in Worms, Donnersberg, MV
- Josef Brunck, 12. Wahlkreis in Bingen, Donnersberg
- Friedrich Jacob Schütz, 12. Wahlkreis in Bingen, Donnersberg, MV

Weitere Abgeordnete
- Friedrich Siegmund Jucho, Wahlkreis Freie Stadt Frankfurt, Westendhall, MV
- Jacob Venedey, Wahlkreis Hessen-Homburg, Deutscher Hof / Westendhall / MV

Kurhessische Abgeordnete im Centralmärzverein
- Bruno Hildebrand, August Rühl und Philipp Schwarzenberg.

Nassauische Abgeordnete im Centralmärzverein
- Carl Hehner, Carl Schenck und Friedrich Gottlieb Schulz.

### Landtagsabgeordnete
- Karl Behlen, Abgeordneter der 2. Kammer der Landstände des Großherzogtums Hessen

## Heckeraufstand 1848

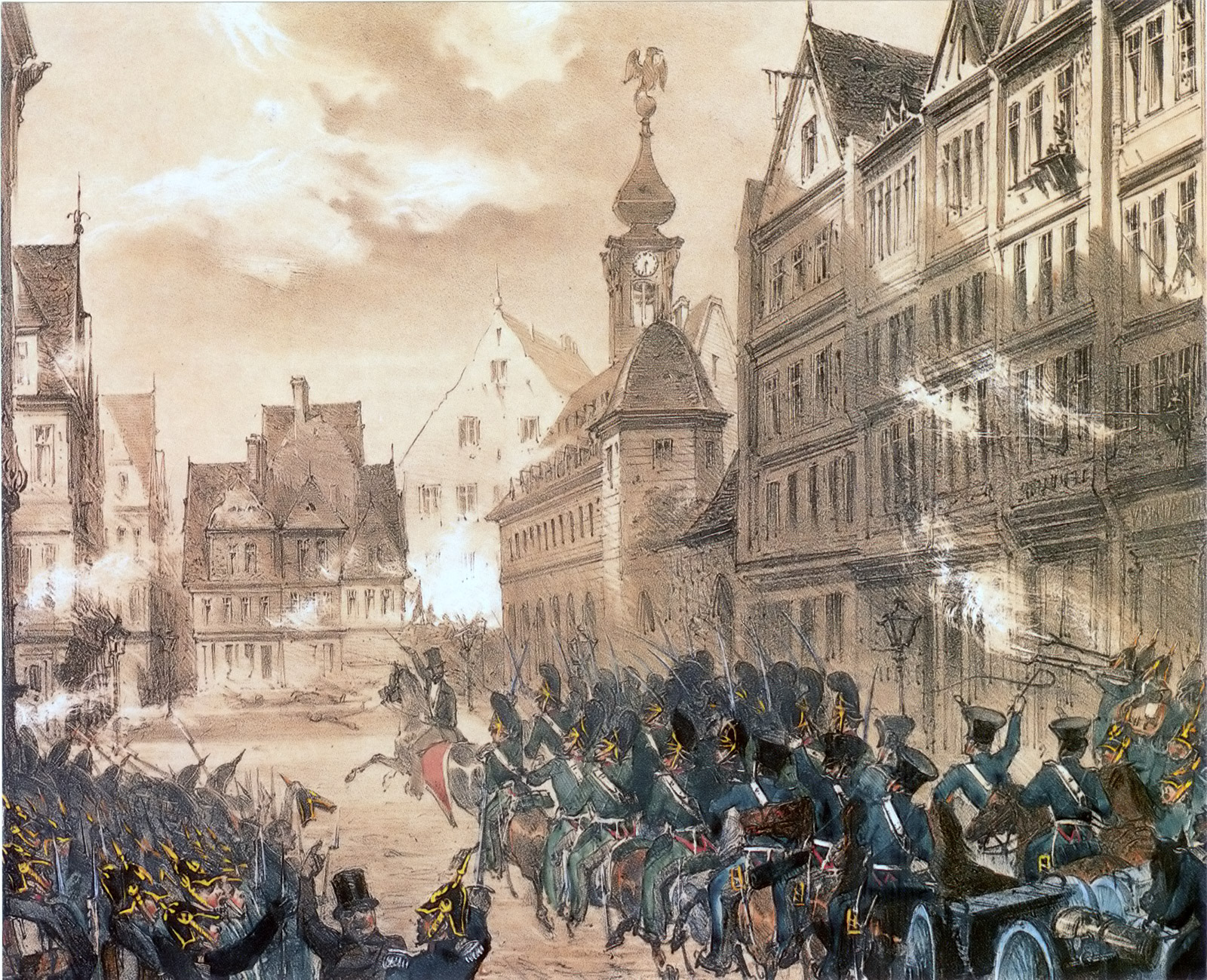
Erstürmung der Barrikade an der Konstablerwache in Frankfurt während der Septemberunruhen 1848 durch preußisches Militär

Der Kommissar des Fünfzigerausschusses beim Heckeraufstand war Jacob Venedey.

## Septemberunruhen in Frankfurt 1848
An den Septemberunruhen in Frankfurt am Main nahmen teil:
- Germain Metternich
- Arnold Reinach, aus Frankfurt.

## Struve-Putsch 1848
Nach dem Struve-Putsch kam in Untersuchungshaft:
- Franz Matthias Schneider, Schreiner in Mainz.

## Badischer Aufstand 1849
Teilnehmer am Badischen Aufstand 1849 sind:
- Hanauer Turnerwehrmänner unter August Schärttner
- Ludwig Bamberger
- Ludwig Blenker
- Elise Blenker
- Georg Böhning, Kommandant der „Deutscher Legion in der Schweiz“, aus Wiesbaden
- Friedrich Bopp
- Germain Metternich
- Wilhelm Schröder, aus Diez/Nassau
- Franz Zitz.

Böhning wurde am 17. August 1849 in Rastatt standrechtlich erschossen.

## Teilnehmer am Pfälzischen Aufstand 1849

### Gefallen bei Kirchheimbolanden
Bei dem Gefecht bei Kirchheimbolanden am 14. Juni 1849 fielen 17 rheinhessische Freischärler, im Mittel zwischen 23 und 24 Jahren alt!
- Nicolaus Berger, 22 Jahre, Mainz
- Georg Fr. A. Brozler, 23, Mainz
- Johann Bapt. Burkheiser, 26, Bingen am Rhein
- Johann Degen, 23, Bretzenheim
- Hieronymus Fatscher, 18, Bretzenheim
- Adam Hohl, 32, Mainz
- Heinrich Kirchner, 31, Bretzenheim
- Ambrosius Klein, 20, Marienborn
- Philipp Metzger, 21, Gau-Weinheim
- Adam Nuss, 28, Mainz
- Franz Scheidel, 22, Mainz
- Leopold Schwab, 19, Mainz
- Ferdinand Secker, 19, Marienborn
- Peter Vogel, 25, Mainz
- Jacob Wolf, 38, Oberingelheim
- Jacob Wüst, 31, Bretzenheim
- Sebastian Zimmermann, 26, Bretzenheim.

### Aufstandsteilnehmer
Hessische Teilnehmer am Pfälzischen Aufstand sind unter den 333 Revolutionären in der Anklag-Akte zu finden.
Im Folgenden ist die führende Zahl die Nummer in der Anklag-Akte des Königl. General-Staatsprokurators der Pfalz. Stab und Wegling saßen in Untersuchungshaft im Gefängnis in Zweibrücken.
- 176 Ludwig Bamberger, Gerichtsaccessist in Mainz
- 179 Ludwig Blenker, Weinhändler in Worms
- 150 Richard Lorentz, Architekt aus Offenbach am Main
- 167 Jacob Maßmann, Küfer und Brauer in Eltville/Nassau
- - Germain Metternich
- 202 Arnold Reinach, aus Frankfurt am Main
- 259 Wilhelm Schröder, aus Diez/Nassau
- - Conrad Stab, Tagelöhner in Mainz (aus Eichenberg), 48 Jahre, freikirchl., amnestiert
- - Paul Stumpf, Mechaniker in Mainz
- - Johann Anton Wegling, Tischler aus Merkelbach/Nassau, 22 Jahre, kath.
- Franz Zitz, Advokat in Mainz.

### Aus Untersuchungshaft entlassen
Mangels Beweisen eingestellt werden die Verfahren der folgenden Mitglieder der Freikorps, Schützen und Turner – fast alle stammen aus Rheinhessen. Mit der Verfahrenseinstellung werden sie aus der Untersuchungshaft in Zweibrücken entlassen. Die führende Zahl ist die Nummer im „Urtheil der Anklagekammer“ der Anklag-Akte.
Mitglieder des Freikorps Zitz
- 385 Bartolomäus Bauer, Steinhauer aus Hechtsheim, 22 Jahre, kath.
- 386 Peter Brack, Kappenmacher in Mainz ?, 24, kath.
- 387 Carl Butz, Winzer in Ober-Ingelheim, 33, prot.
- ? Ferdinand Eckel, Buchbinder in Mainz
- 393 Philipp Maurer, Schreiner in Wöllstein, 20, prot.
- 394 Peter Meis, Schiffer in Kastel, 24, kath.
- 395 Georg Adam Müller, Ökonom bzw. Ackerer in Bretzenheim, 24, kath.
- 404 Carl Rettert, Schneider aus Adolfseck, 22, freikirchl.
- 403 Joseph Rupp, Maurer in Zahlbach, 34, kath.
- 398 Ernst Ruppert, Steinhauer in Mainz, 38, kath.
- 401 Franz Weiss, Ackersmann in Wallertheim, 22, kath.

Mitglieder der Schützenkompagnie Grabsky
- 397 Joseph Agnaud Regnier, Student der Philologie aus Mainz, 26, kath.
- 399 Franz Matthias Schneider, Schreiner Mainz, 26, kath., s. Struve-Putsch
- 400 Georg Staudter, Ökonom aus Mariabrunn, 19, kath.

Mitglieder der rheinhessischen Turner
- 388 Anton Ditt, Schlosser in Bretzenheim, 26, kath.
- 389 Georg Gebhardt, Ackersmann in Partenheim, 22, prot.

Mitglieder weiterer Freikorps
- 384 Joseph Abel, Zigarrenmacher aus Arzell, 21, kath., Freikorps Blenker
- 390 Christian Kreuzberger, Schuster aus Mainz, 36, kath., Freikorps Weber.